# Estrada de manutenção da Ecovias
A Estrada de Manutenção da Rodovia dos Imigrantes, também conhecida como Estrada de Serviço da Dersa, e carinhosamente apelidada de “Manú”, é uma pequena estrada, na maior parte de sua extensão fechada ao trânsito de veículos, que serpenteia acompanhando de perto os traçados da Rodovia dos Imigrantes (SP-160) e da Rodovia Anchieta (SP-150), e desce a serra cortando por dentro o Parque Estadual da Serra do Mar.
Em virtude de não ter sido planejada com o objetivo de suportar grande movimentação de veículos e pessoas, a pequena estrada acompanha quase inteiramente o relevo da Serra do Mar naquele trecho, com algumas subidas e descidas bastante íngremes, e poucas pontes. Há também um “túnel janela”, que liga a estrada a um dos túneis da Rodovia dos Imigrantes, além das inúmeras ligações entre as duas vias.
Algumas pessoas confundem a Estrada de Manutenção/Serviço com a Estrada Velha de Santos (Rodovia Caminho do Mar, SP-148), mas não há relação entre as duas, e esta última fica localizada bem mais ao norte, iniciando-se próximo à Rodovia Anchieta.

## História
Existe um monumento em azulejo no Rancho da Pamonha que dá a entender que a Manú se chamava Trilha do Perequê em 1528, segundo o monumento, a primeira via utilizada pelos Portugueses para subir do litoral ao planalto como parte de um dos milhares de ramais do Peabiru.
Mais tarde foi utilizada pelo Pe Anchieta para traçar seu novo caminho até a vila de Piratininga (O caminho do Pe José, hoje a Rodovia Anchieta), caiu em desuso até que o DERSA aproveitou seu traçado para servir de via de acesso a construção da nova Anchieta em 1922, daí o nome de estrada de manutenção.
No início da década de 1970, começavam as obras para a construção da pista ascendente da Rodovia dos Imigrantes, uma das mais recentes ligações entre São Paulo e a baixada santista. Com o objetivo de se atingirem as diversas frentes de trabalho da construção da pista ascendente, a Dersa, empresa responsável pelas obras, considerou necessária a construção de uma Estrada de Serviço, que deveria, de acordo com os relatórios da empresa, servir posteriormente também à implantação das outras duas pistas da Rodovia (a descendente e a reversível).
“O projeto inicial foi modificado na fase de execução, eliminando-se a construção de 28 das 34 pontes metálicas previstas. No decurso dos trabalhos, foram programados novos acessos, interligando a estrada de serviço aos canteiros de obras localizados no início do trecho serra-planalto e junto à Via Anchieta, providenciando-se novos ramais de ligação da estrada às diversas frentes de obras da pista ascendente. Isso resultou em uma estrada que, com as interligações e ramais, forma um complexo de 39 quilômetros.” (PINHEIRO, Enio dos Santos. Dersa – sua evolução técnica e histórica. São Paulo: Dersa, 1982. 132p.)
O tronco principal da estrada, segundo a Dersa, possui cerca de 21 km, e sua largura variava originalmente de 6m a 7,5m (a informação data da construção da estrada e provavelmente é discrepante com a realidade atual, dadas as precárias condições de conservação da via). Também originalmente, segundo reportagem publicada na Tribuna de Santos em 24 de dezembro de 1974, a pista estava inteiramente sinalizada, inclusive com um semáforo manual para bloquear o tráfego em função das constantes explosões de dinamite para desmonte de grandes rochas. Ainda segundo a reportagem, eram registrados no local de três a quatro casos de atropelamentos todos os dias, o que mostra o intenso movimento de veículos e pedestres na área durante as obras.
A estrada de serviço, como já dito acima, foi inteiramente aberta na meia encosta da Serra do Mar e possui apenas seis pontes metálicas, muito diferente das Rodovias dos Imigrantes e Anchieta, que evitam os grandes acidentes de relevo através de grandes trechos de pontes e viadutos. Por conta disso, há rampas muito íngremes, chegando a mais de 10 metros de subida para cada 100 metros de percurso. Após a conclusão das obras da pista ascendente da Rodovia dos Imigrantes, a estrada de serviço foi pavimentada, segundo a Dersa com o objetivo de atender às necessidades operacionais dos veículos da Polícia Rodoviária e do Sistema de Ajuda ao Usuário da empresa. Em 1976, no dia 28 de junho, foi inaugurada e aberta ao tráfego a Rodovia dos Imigrantes.
O que se sabe é que a estrada, hoje em poder da concessionária, tem alguns de seus trechos utilizados como rota de emergência pelos veículos de serviço da empresa, da Polícia Rodoviária e por carros particulares, mas em sua maior parte continua fechada à circulação.

## A Restauração
Em 1998, quando da concessão da Rodovia dos Imigrantes à empresa Ecovias, a concessionária comprometeu-se a recuperar a estrada de serviço. Não foram encontradas informações sobre as obras de recuperação.

## Potencial turístico
A Estrada de Manutenção, como é conhecida hoje, ou Manú, como é carinhosamente chamada pelos que por ali passam, foi considerada pela própria Dersa um potencial caminho turístico:
“A Estrada de Serviço, serpenteando a encosta da Serra, será utilizada para fins de inspeção e conservação da rodovia e poderá ser convertida em caminho turístico, uma vez concluídas as obras do Trecho de Serra.” (Dersa. Relatório anual de atividades 1974. São Paulo: Dersa, 1974. 20p.)
No entanto, hoje, em 2009, a Manú tornou-se um caminho sub-aproveitado e somente tem utilidade oficial nos trechos convertidos em rotas de emergência para os usuários da Rodovia dos Imigrantes, bem como os carros de serviço da Ecovias e viaturas da Polícia Rodoviária. Além disso, o Parque Estadual da Serra do Mar fica sujeito à degradação e poluição por conta rituais de sacrifícios mencionados acima.
Uma das possíveis utilidades da estrada é a demanda de descida da Serra por ciclistas, que enfrentam grandes dificuldades, uma vez que a Rodovia dos Imigrantes não têm acostamentos em toda a sua extensão, e muitas vezes a própria Polícia Rodoviária esforça-se em dificultar o trânsito de bicicletas nas vias que possibilitam a descida da Serra do Mar. Durante um certo tempo, os ciclistas utilizavam a Estrada Velha de Santos (Rodovia Caminhos do Mar, SP-148), mas esta também teve de ser fechada e hoje só é permitido o trânsito de pedestres com autorização, ou grupos acompanhados de guias do Parque Estadual da Serra do Mar.
Tendo em vista esta demanda, em janeiro de 2009, cicloativistas integrantes da Bicicletada paulistana, que já haviam tentado ir ao litoral de bicicleta e sido bloqueados pela polícia, decidiram fazer uma sinalização da Estrada de Manutenção, através de pintura de solo, com indicações do caminho para os que desejam dirigir-se à baixada.
A sinalização feita pelos ciclistas prevê também a possibilidade de uma futura entrada pela pista descendente da Imigrantes, ainda no trecho dotado de acostamento, o que permitiria um acesso seguro à estrada. Hoje, esta entrada já existe, mas está localizada alguns quilômetros depois do ponto onde a polícia costuma barrar os ciclistas na Rodovia.
Rodovia dos Imigrantes vista da "Manú": O uso da estrada por ciclistas oferece uma alternativa ao stress e aos congestionamentos provocados pelos carros. Acima de tudo, a possibilidade de aproximação com a paisagem é impagável.
Atualmente, o Núcleo Itutinga Pilões, do Parque Estadual da Serra do Mar, permite a utilização da Estrada de Manutenção por ciclistas, desde que agendada previamente com a diretoria do parque.
A Estrada de Manutenção oferece uma belíssima paisagem aos viajantes, o que representa grande potencial turístico ainda inexplorado. Em alguns pontos da estrada, é possível ver ao longe o mar, ainda do alto da serra, como num mirante. A sinalização feita pelos ciclistas não deixou passar a oportunidade:

## Rota Cicloturística Márcia Prado
A Rota Cicloturística Márcia Prado é o nome dado ao roteiro de cicloturismo entre o bairro do Grajaú, no município de São Paulo, a cidade de Santos, passando pela Ilha do Bororé, São Bernardo do Campo, Rodovia Imigrantes,  Estrada de Manutenção da Ecovias e Rodovia Anchieta.
Este roteiro ficou conhecido por este nome após o ano de 2010, quando foi criada pela Câmara Municipal de São Paulo a Rota Cicloturística Márcia Prado  em  homenagem a ciclista Márcia Regina de Andrade Prado morta em 2009 na Avenida Paulista por um ônibus. Estima-se que em 2012 ao menos 10 mil ciclistas utilizaram este roteiro.

## Galeria de Imagens

Galeria de Imagens
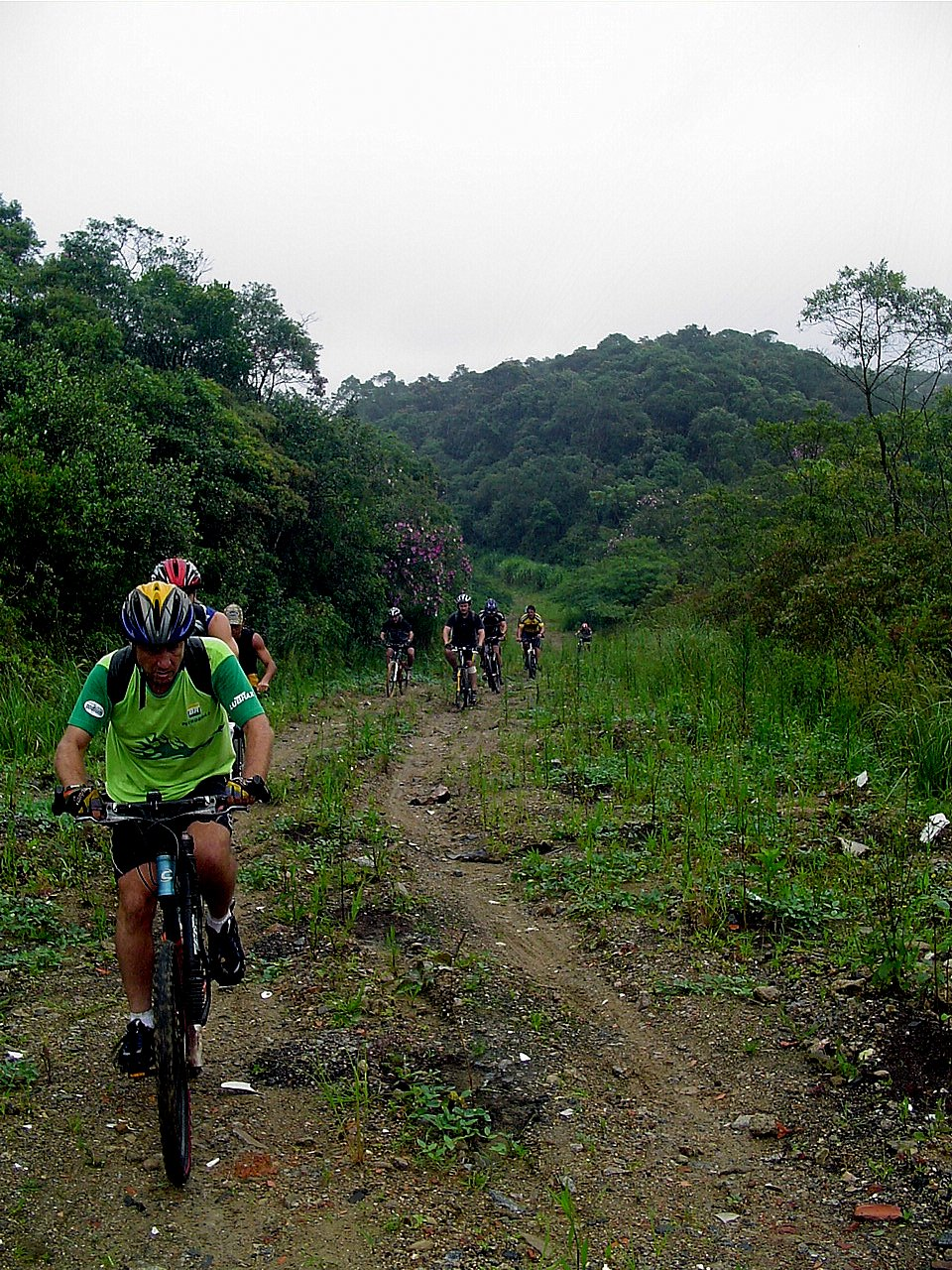
Ciclistas no início da estradinha
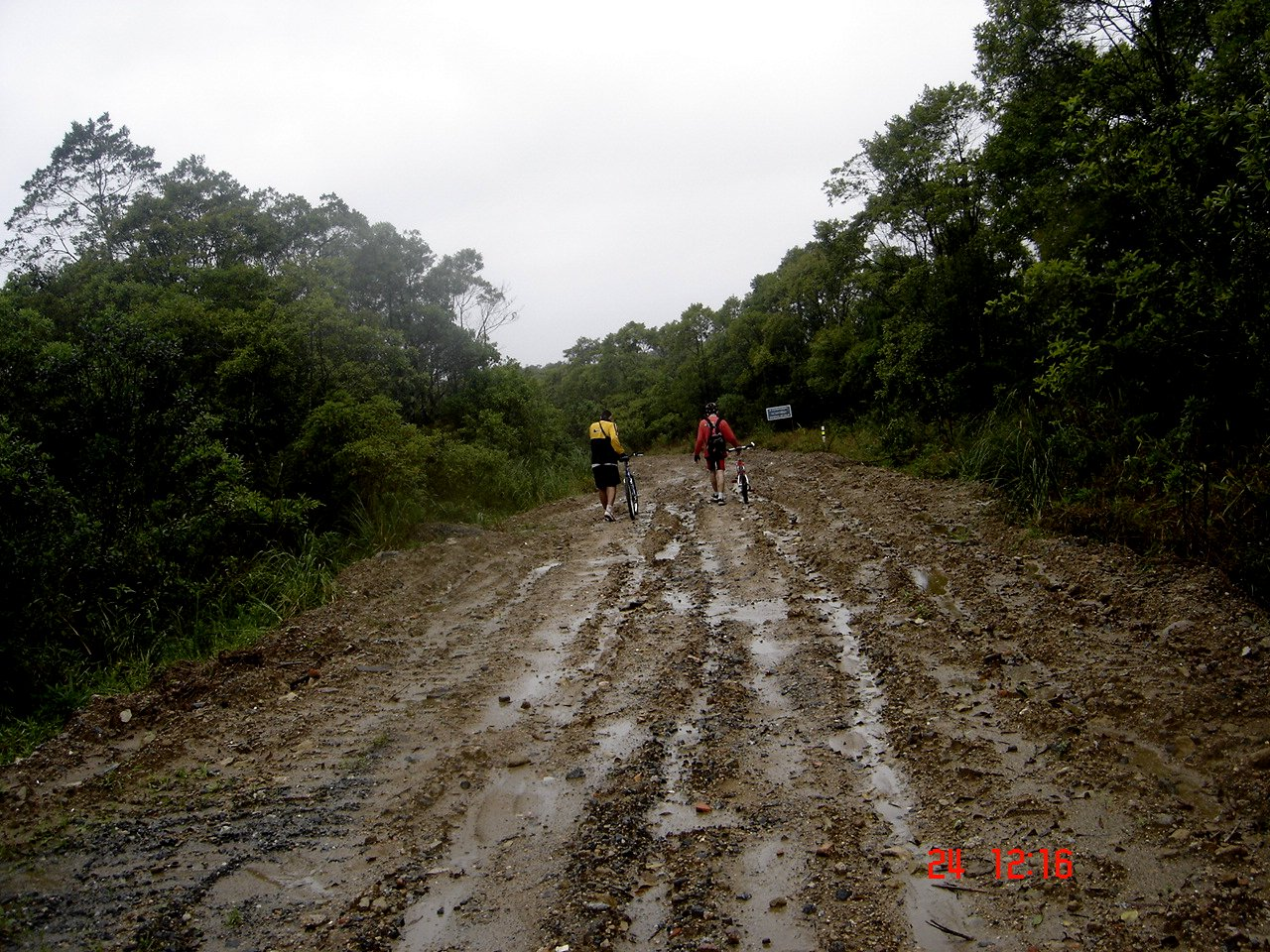
Entrada
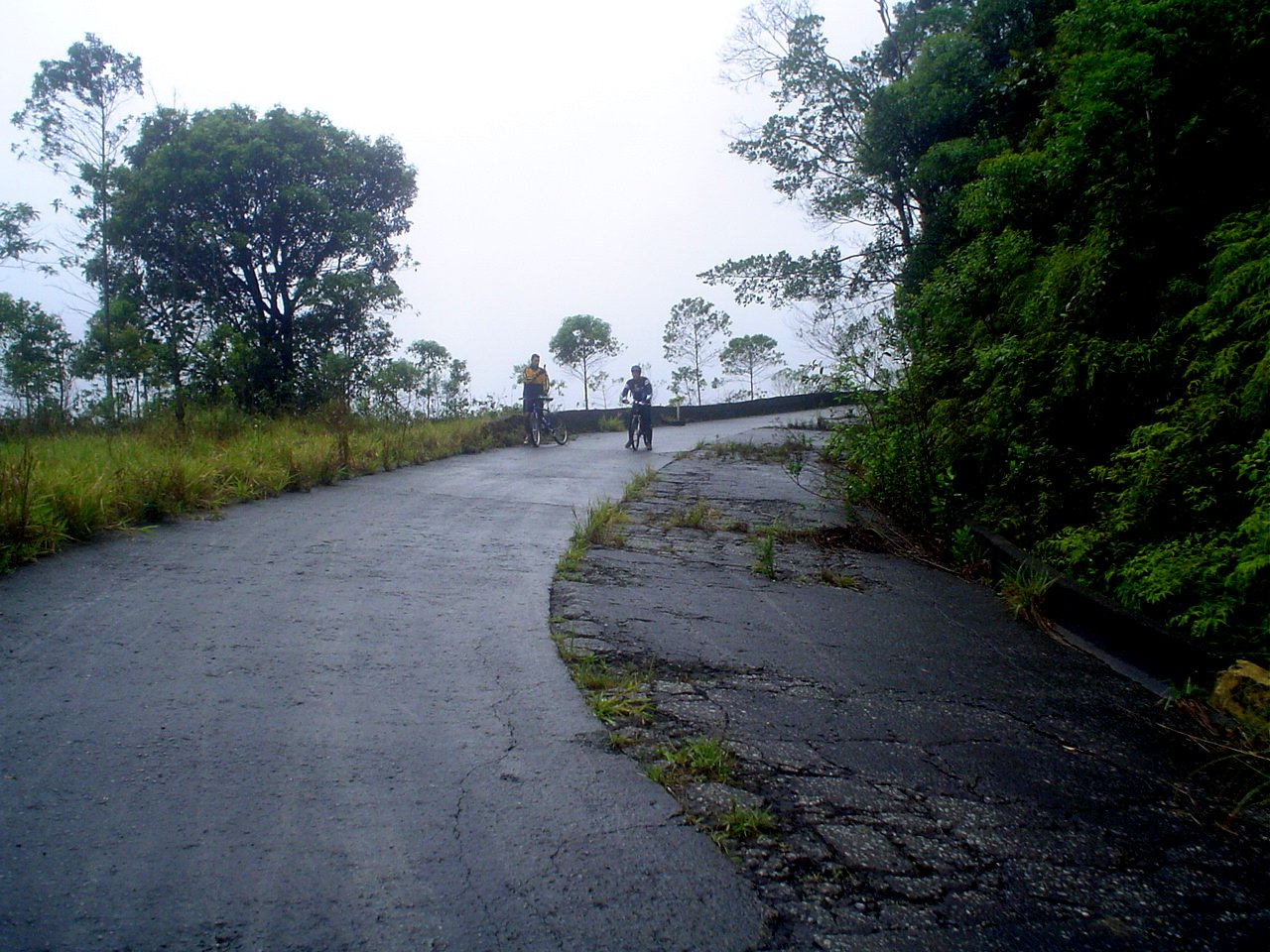
Descida inclinada
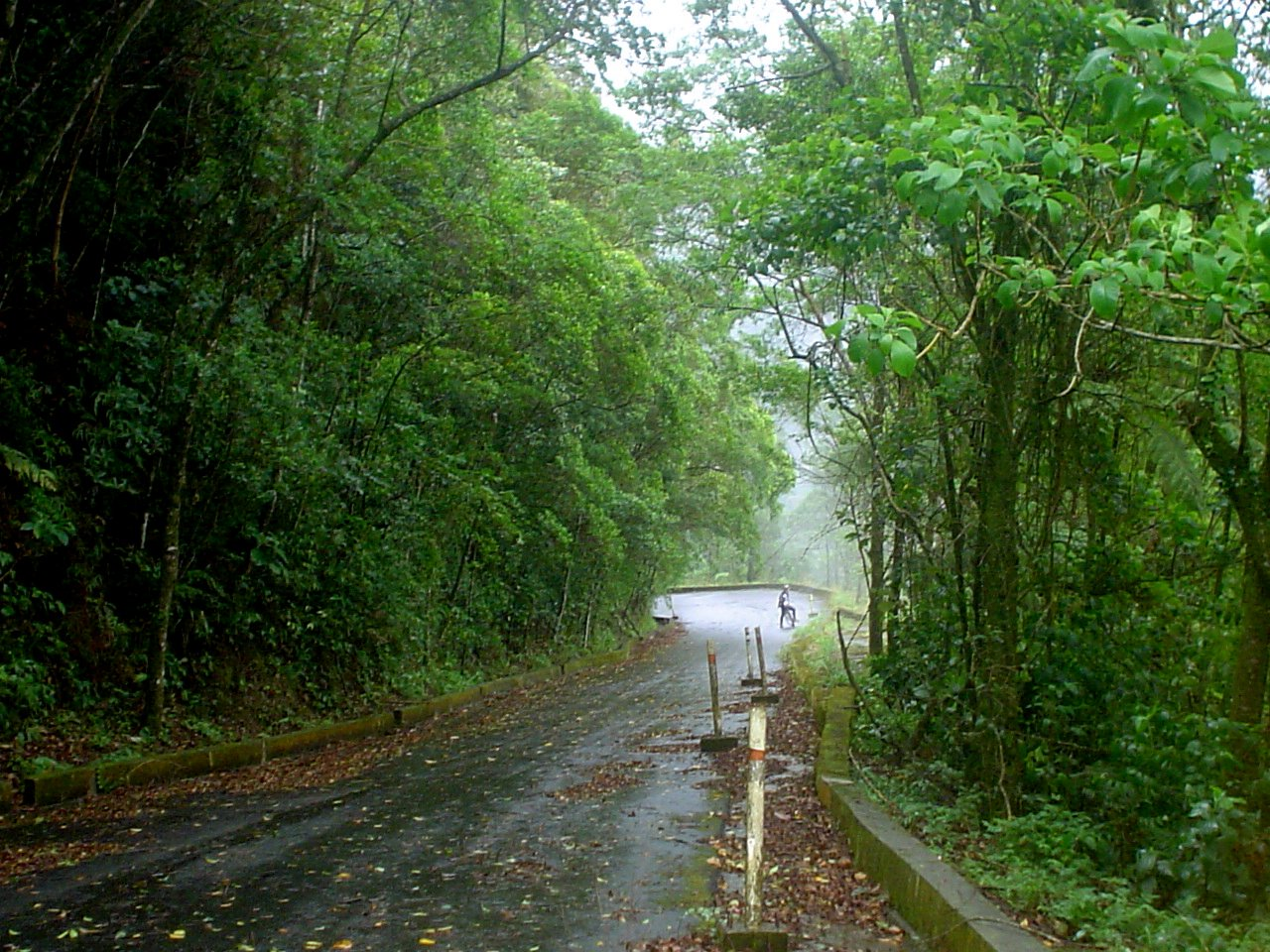
Limo sob o pavimento
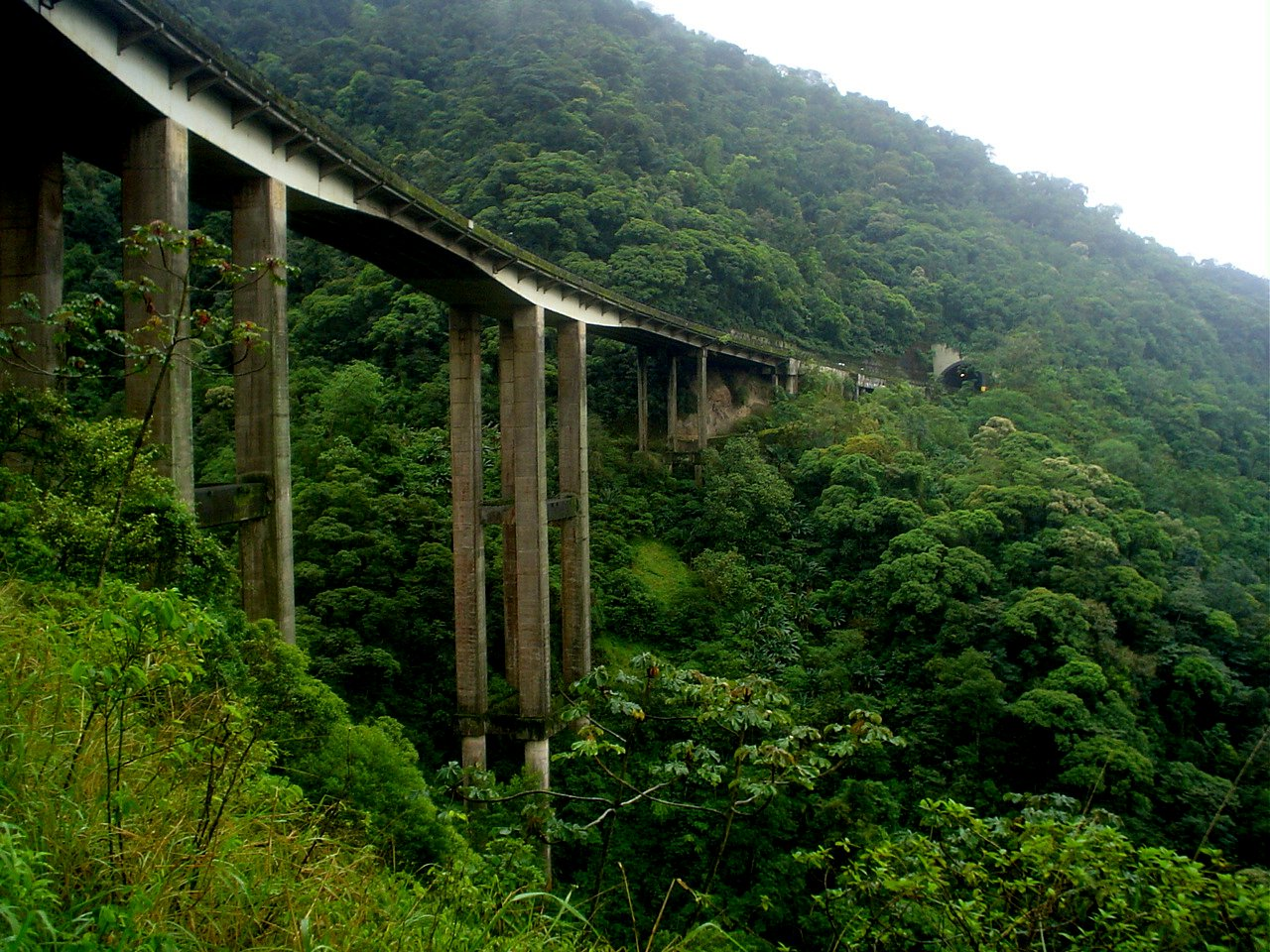
Pilares da rodovia
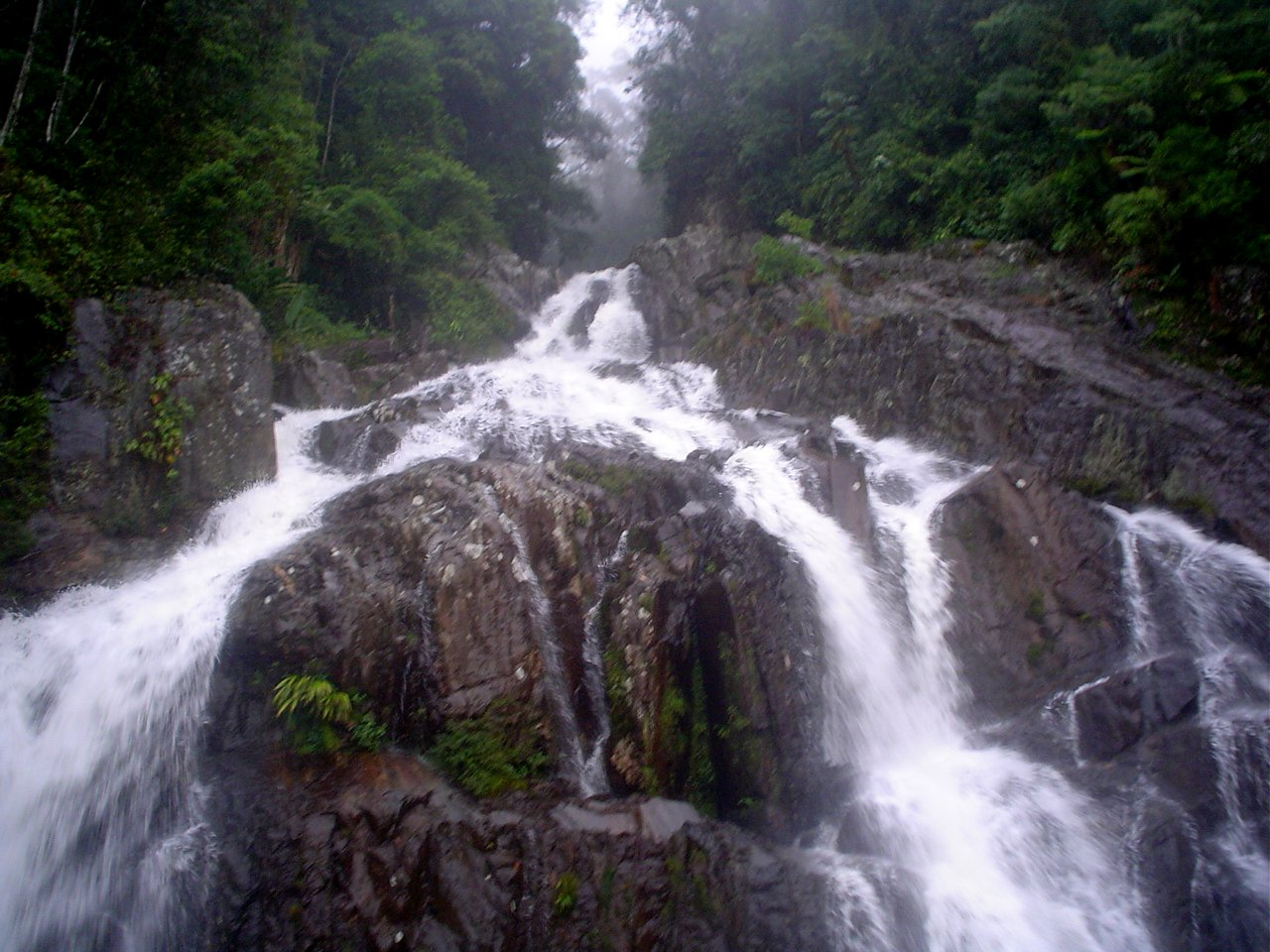
Cachoeira da macumba
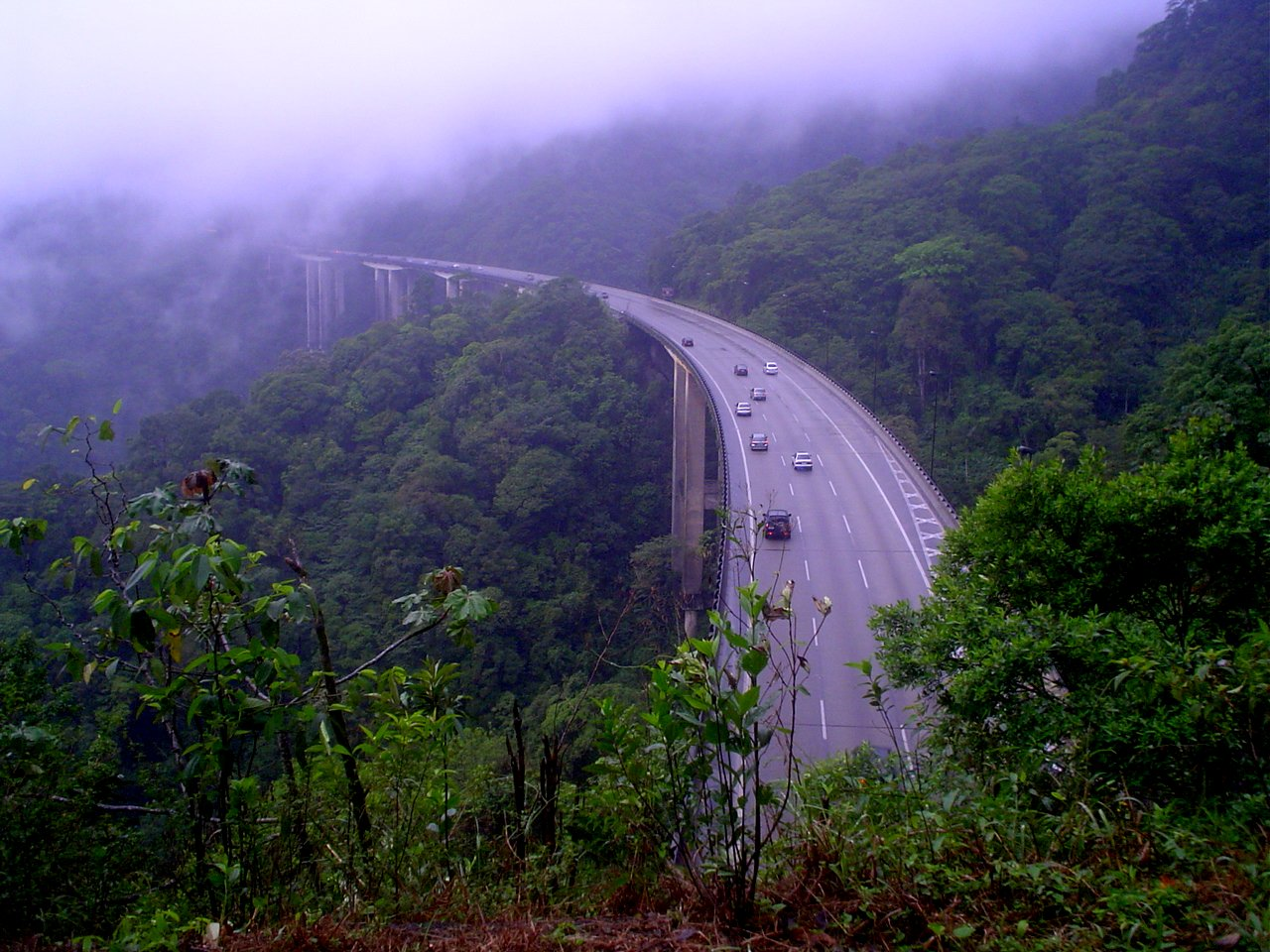
Vista do sistema Anchieta Imigrantes
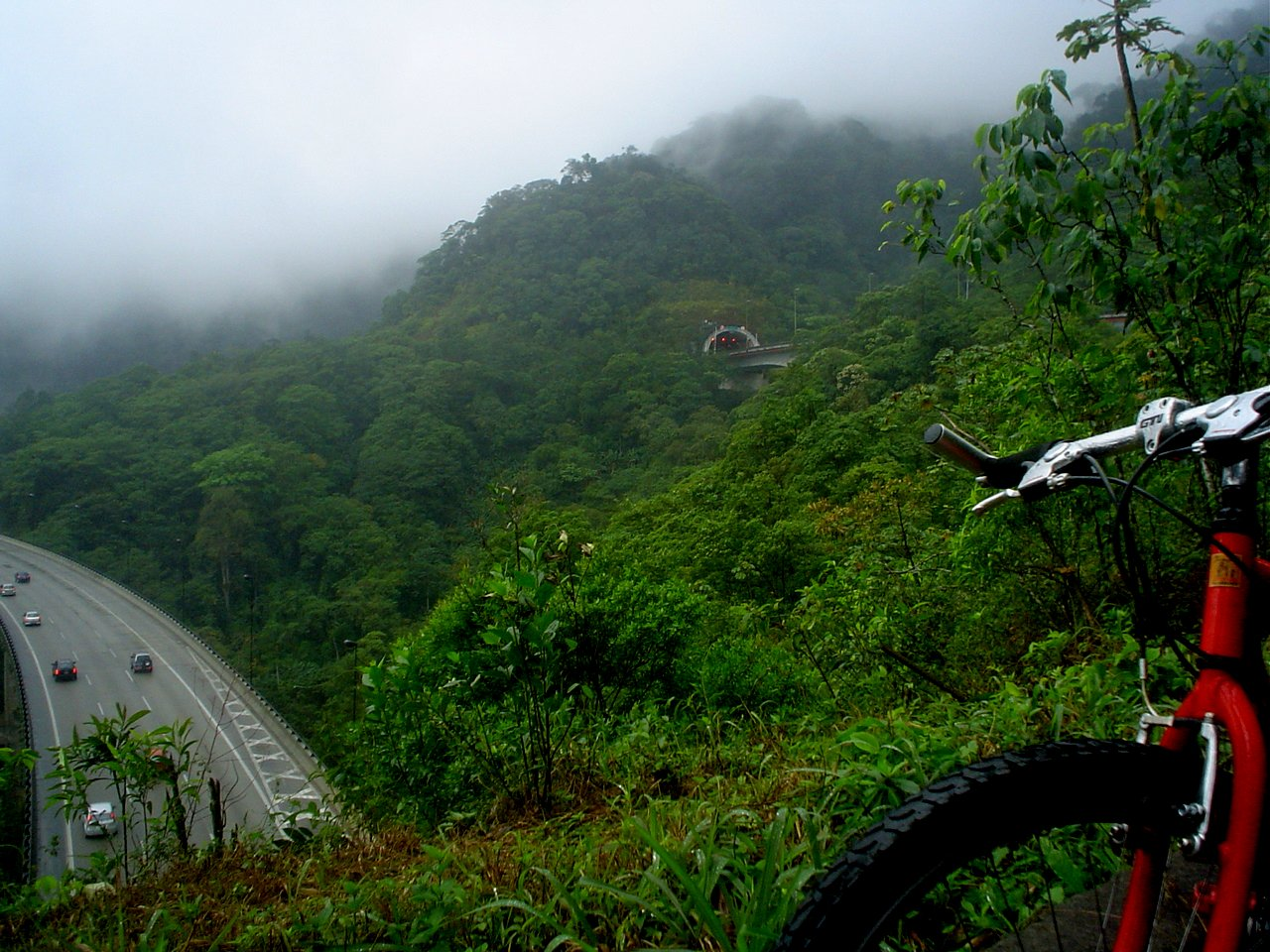
Vista do sistema Anchieta Imigrantes
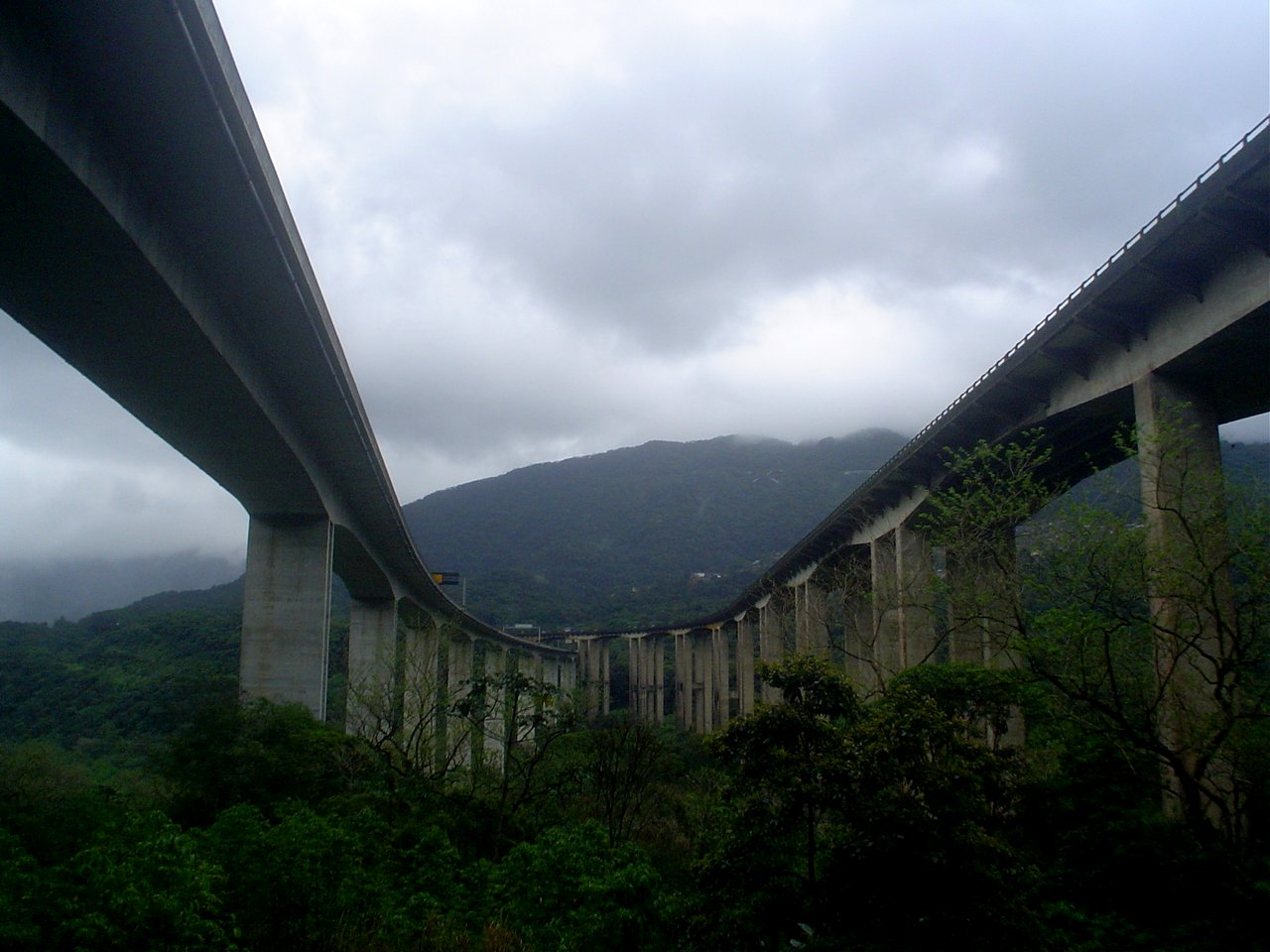
Final da Imigrantes em Cubatão
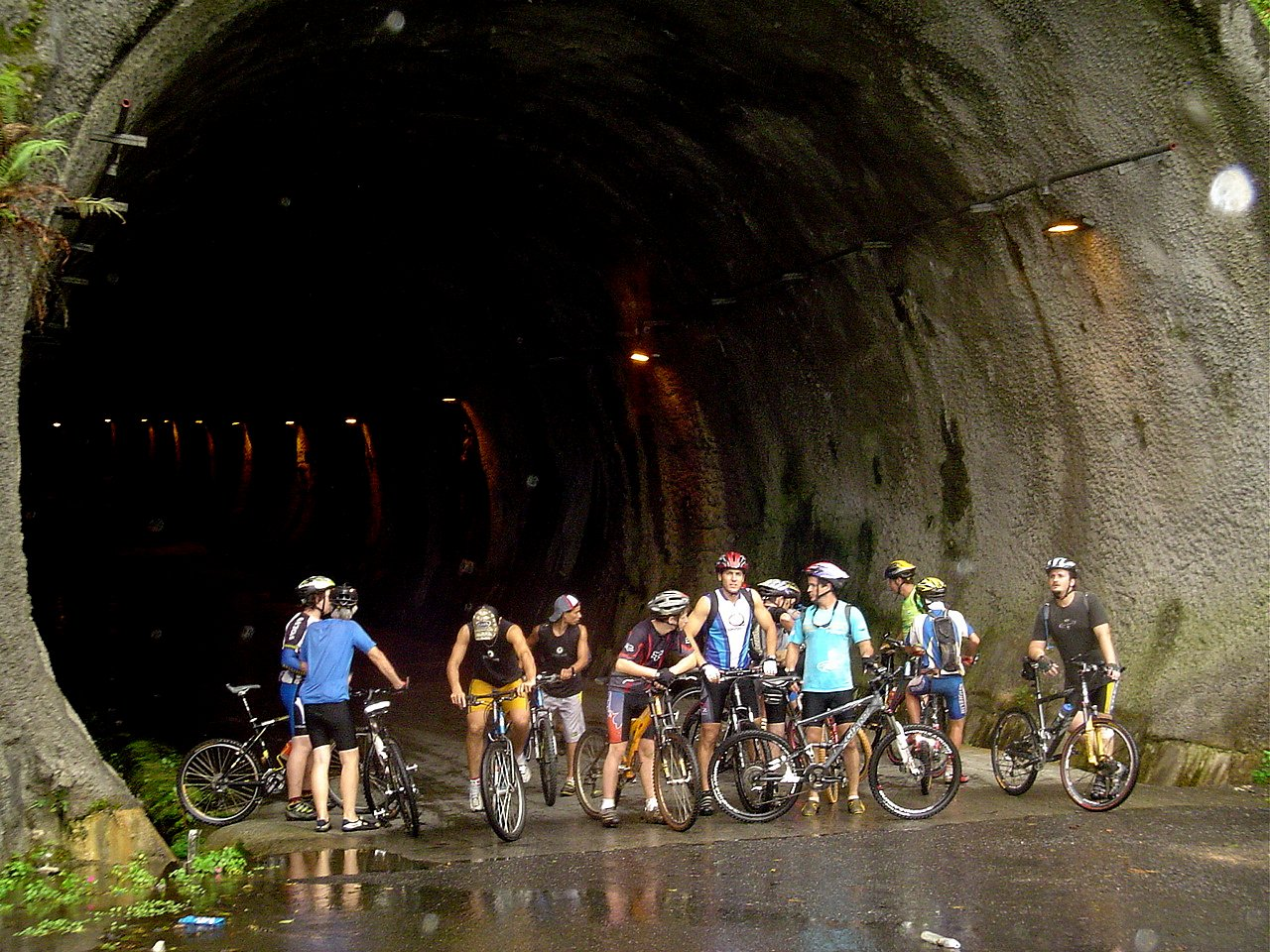
Ciclistas no túnel de acesso a Imigrantes